# Sint-Hildegardiskerk
De Sint-Hildegardiskerk is een rooms-katholieke kerk in het Oude Noorden in Rotterdam.
De neogotische kruiskerk werd tussen 1890 en 1892 gebouwd naar een ontwerp van de Rotterdamse architect Evert Margry, een van de belangrijkste leerlingen van Pierre Cuypers. Hij overleed echter in 1891, waarna de kerk voltooid werd door zijn broer Albert Margry en diens collega J.M. Snickers. De kerk werd gewijd aan Hildegard van Bingen. De oorspronkelijke kerk bestond uit het priesterkoor, een travee van het schip en de beide transepten. Tussen 1904 en 1905 werd de kerk door Margry en Snickers vergroot met een toren en vier extra traveeën. De toren vertoont grote gelijkenissen met de toren van de Bonifatiuskerk in Zaandam uit 1900.
De parochie H.H. Hildegardis en Antonius maakte tot 2008 zelfstandig gebruik van de kerk, maar is toen met twee andere Rotterdamse parochies opgegaan in de nieuwe parochie H.H. Franciscus en Clara. De nieuwe parochie maakt nu alleen nog gebruik van de Hildegardiskerk. De H.H. Verlosser en Barbarakerk en de H. Familiekerk zijn in 2008 afgestoten.
Sinds 2010 maakt de Spaanssprekende parochie Sagrada Familia ook gebruik van de kerk en op het Hildegardisfeest houden beide parochies een gezamenlijke Heilige Mis.
Samen met de Sint-Lambertuskerk in Kralingen is het de laatste neogotische kerk van Rotterdam die nog gebruikt wordt.

## Afbeeldingen

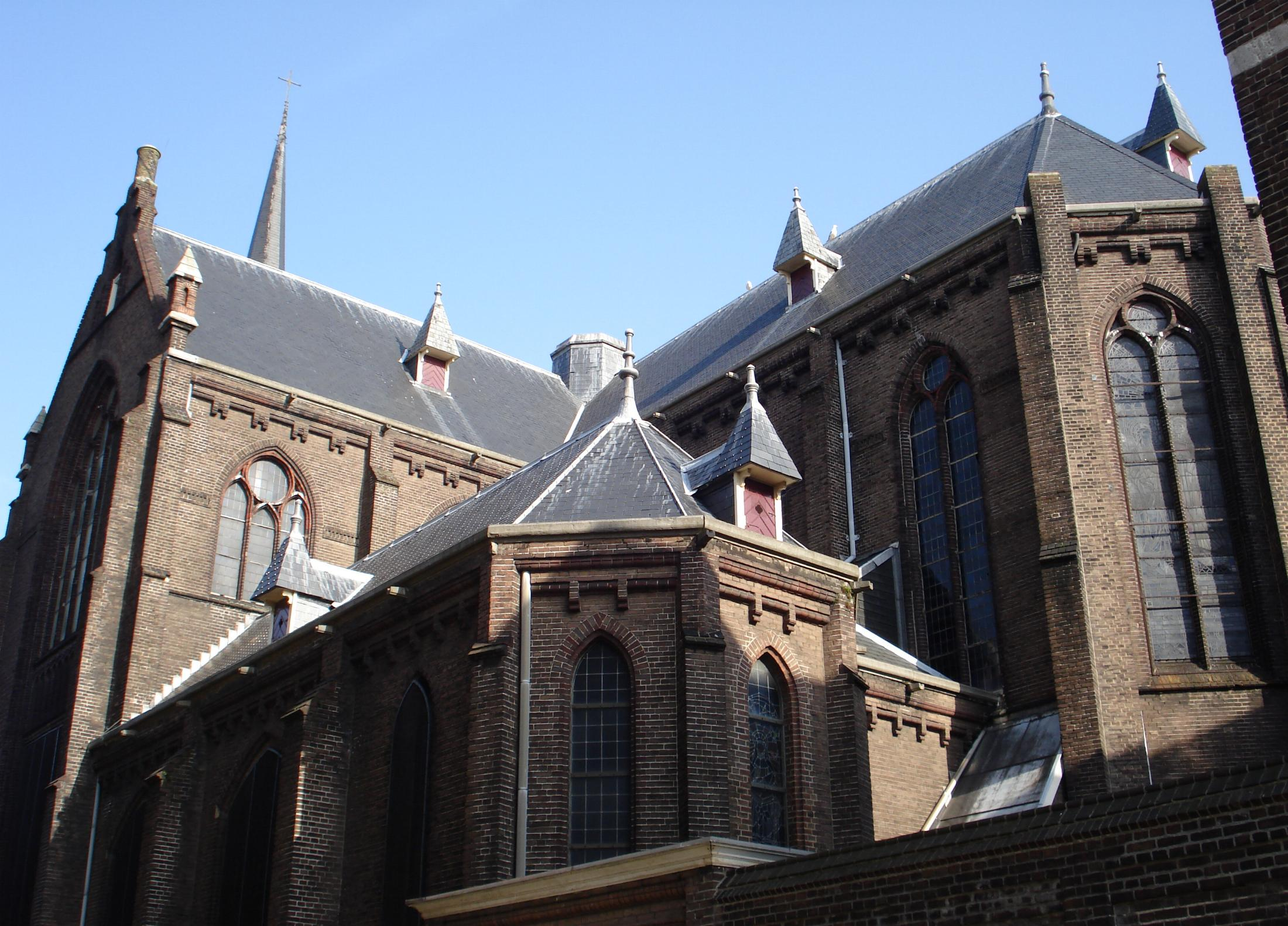
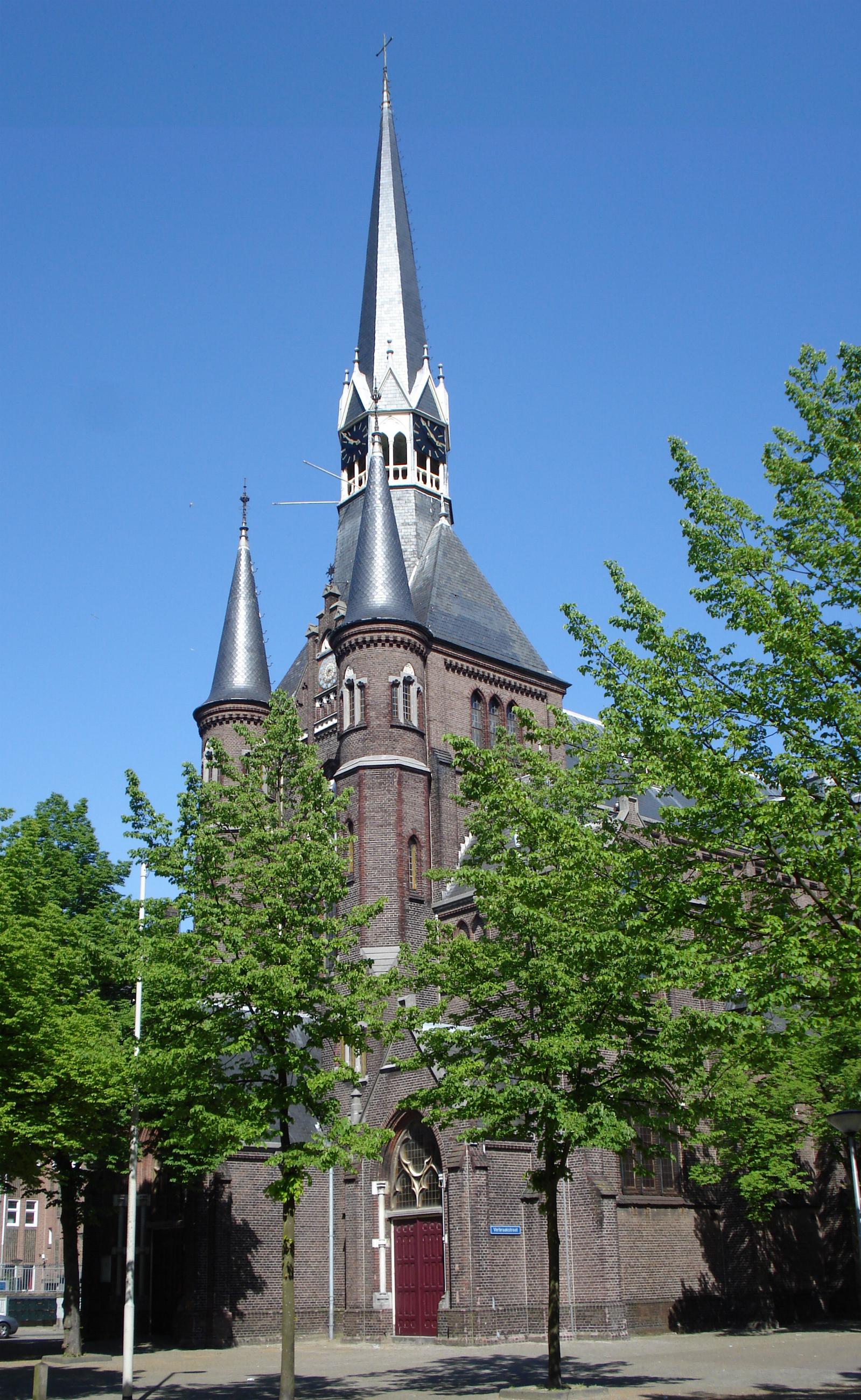

Allerheiligst Hart van Jezuskerk ·
Allerheiligste Verlosserkerk ·
Andreaskerk ·
Anglicaanse kerk Rotterdam ·
Arminiuskerk ·
Bergsingelkerk ·
Boezemsingelkerk ·
Bosjeskerk · 
Breepleinkerk ·
Deense Zeemanskerk ·
Engelse Zeemanskerk ·
Franse kerk ·
Grieks-orthodoxe kathedraal van Sint-Nicolaas ·
Grote kerk ·
Hillegondakerk ·
Hoflaankerk ·
Julianakerk ·
HH. Laurentius- en Elisabethkathedraal ·
 Koninginnekerk ·
Lourdeskerk ·
Lutherse kerk ·
Maranathakerk ·
Nieuwe Zuiderkerk ·
Noorse Zeemanskerk ·
Oosterkerk ·
Oude kerk Charlois ·
Oude of Pelgrimvaderskerk ·
Paradijskerk ·
Pauluskerk ·
Petrus' Bandenkerk ·
Putsepleinkerk ·
Russische-orthodoxe kerk Rotterdam ·
St. Mary's Church (Engelse kerk) ·
Schotse Zeemanskerk ·
Sint-Agathaklooster ·
Sint-Hildegardis en Antoniuskerk ·
Sint-Ignatiuskerk ·
Sint-Laurenskerk ·
Sint-Lambertuskerk ·
Sint-Rosaliakerk ·
Stieltjeskerk ·
Synagoge Boompjes ·
Waalse Kerk ·
Westerkerk ·
Wilhelminakerk ·
Zuiderkerk ·
Zweedse Zeemanskerk